# Natalia Trabadelo
Natalia Trabadelo ist eine argentinische Handballspielerin, die in der Disziplin Beachhandball zeitweilig argentinische Nationalspielerin war.
Trabadelo spielte in der höchsten argentinischen Spielklasse für CSD Muñiz.
Trabadelo debütierte im Rahmen der Panamerika-Meisterschaften 2012 für die argentinische Nationalmannschaft und konnte bei den kontinentalen Titelkämpfen in Montevideo nach einer Halbfinalniederlage gegen Uruguay mit einem Sieg im kleinen Finale über die Mannschaft aus Paraguay die Bronzemedaille gewinnen. Danach erfolgten keine weiteren Berufungen in die Nationalmannschaft.